# Mutsu (1920)
Mutsu (jap. 陸奥 Mutsu) – pancernik japoński typu Nagato. Stępkę pod jego budowę położono 1 czerwca 1918 r. w stoczni japońskiej Cesarskiej Marynarki Wojennej w Yokosuka. Wodowanie miało miejsce 31 maja 1920, a 24 października 1921 r. okręt został ukończony. W okresie międzywojennym okręt przeszedł dwie poważne modernizacje, które całkowicie zmieniły jego sylwetkę (usunięto przedni komin, całkowicie przebudowano główne nadbudówki i zastąpiono stary system kierowania ogniem), a także zwiększyły wyporność. Wymieniono kotły napędowe na maszyny o większej mocy i zainstalowano wyposażenie lotnicze (hangar, katapultę i trzy wodnosamoloty zwiadowcze).
Oprócz udziału w bitwie pod Midway, gdzie „Mutsu” wchodził w skład tyłowych tzw. Sił Głównych pod dowództwem adm. Isoroku Yamamoto oraz misji zaopatrzeniowej na wyspę Guadalcanal, pancernik nie wziął udziału w żadnej operacji wojennej. 8 czerwca 1943, prawdopodobnie na skutek zaniedbań ze strony załogi przy załadunku amunicji, okręt eksplodował i zatonął na Morzu Wewnętrznym. W wyniku wybuchu zginęło ponad 1000 marynarzy, w tym 140 kadetów i instruktorów ze szkoły lotnictwa morskiego. Na stanowisku dowodzenia poległ także dowódca „Mutsu”, kmdr Teruhiko Miyoshi, pośmiertnie awansowany do rangi kontradmirała.
Wydobyta z morza lufa działa artylerii głównej znajduje się w zbiorach muzeum morskiego w Tokio